# Честита смърт
„Честита смърт“ (на английски: Happy Death Day) е американска хорър комедия на режисьора Кристофър Ландън от 2017 г.
Сюжетът проследява колежанка, която бива убита на рождения ѝ ден и започва да преживява същия ден отново и отново.
На 13 февруари 2019 г. излиза продължение, озаглавено „Честита нова смърт“.